# Profesionalna kartica zdravstvenega zavarovanja
Profesionalna kartica (PK) je poleg kartice zdravstvenega zavarovanja ključ za dostop do podatkov o zavarovanih osebah preko on-line sistema.
Imetniki PK so zdravniki, farmacevti, medicinske sestre ter drugi pooblaščeni delavci izvajalcev zdravstvenih storitev.
PK se uporablja skupaj s pripadajočim geslom/PIN, ki je znano le imetniku PK.
Profesionalna kartica imetniku zagotavlja dostop do tistih podatkov, ki jih pri svojem delu potrebuje in za katere je pooblaščen. 

### Tehnične značilnosti PK
PK ima 5-letno življenjsko dobo. Tehnične lastnosti PK:
- Java kartica 2.2.1,
- GlobalPlatform 2.1.1,
- ISO 15408,
- PP SSCD Type 2 & 3 EAL4+,
- spominska kapaciteta EEPROM = 72KB,
- omogoča identifikacijo, istovetenje, podpisovanje in šifriranje na podlagi infrastrukture javnih ključev in (kvalificiranega) digitalnega certifikata,
- podpira operacije simetrične DES, DES3 (112 in 168 bit) in asimetričnega RSA (1024, 2048 bit) šifriranja ter zgoščevalne operacije SHA-1, SHA-256,
- omogoča elektronski podpis in šifriranje podatkov z digitalnim potrdilom.

PK je kartica standardnih dimenzij. Pomnilniški prostor v čipu znaša 72 kilobitov. 
 
Dobavitelj kartic je francosko podjetje Gemalto, ki pripravi plastiko, vgradi čip (proizvajalec čipa je Samsung), izvede osnovno električno inicializacijo čipa ter zaklene kartico s transportnimi ključi. Kartice prevzame podjetje Cetis iz Celja, ki jih odklene, personalizira: zapiše podatke o imetniku v čip in na zunanjost, ter odpremi skupaj s spremnim dopisom na pošto na domači naslov imetnika.
Grafična podoba kartice: na zunanjosti so zapisani osnovni podatki o imetniku (ime, priimek, ZZZS številka imetnika, številka izvoda kartice). Na zadnji strani so osnovni napotki imetniku kartice ter internetni naslov izdajatelja in telefonska številka službe za poslovanje s kartico, kjer lahko imetnik dobi dodatne podatke in pojasnila, ko jih potrebuje.

### Vsebina profesionalne kartice
Najpomembnejši element na kartici so na njej zapisana digitalna potrdila. 

Vsaka profesionalna kartica ima zapisano (navadno) digitalno potrdilo, ki omogoča imetniku kartice varen dostop do podatkov v on-line sistemu. Ta digitalna potrdila izdaja Zavod oziroma njegov pooblaščeni izvajalec. 

Profesionalne kartice zdravnikov, zobozdravnikov in farmacevtov imajo poleg tega zapisano tudi kvalificirano digitalno potrdilo, ki omogoča imetniku varen elektronski podpis, npr. pri predpisovanju recepta ali izdaji zdravila. Izdajatelj kvalificiranih potrdil je POŠTA®CA.